# کیم هانا
کیم هانا (کره‌ای: 김하나؛ زادهٔ ۲۷ دسامبر ۱۹۸۹) بدمینتون‌باز اهل کره جنوبی است.